# Lijst van tolwegen in Indonesië

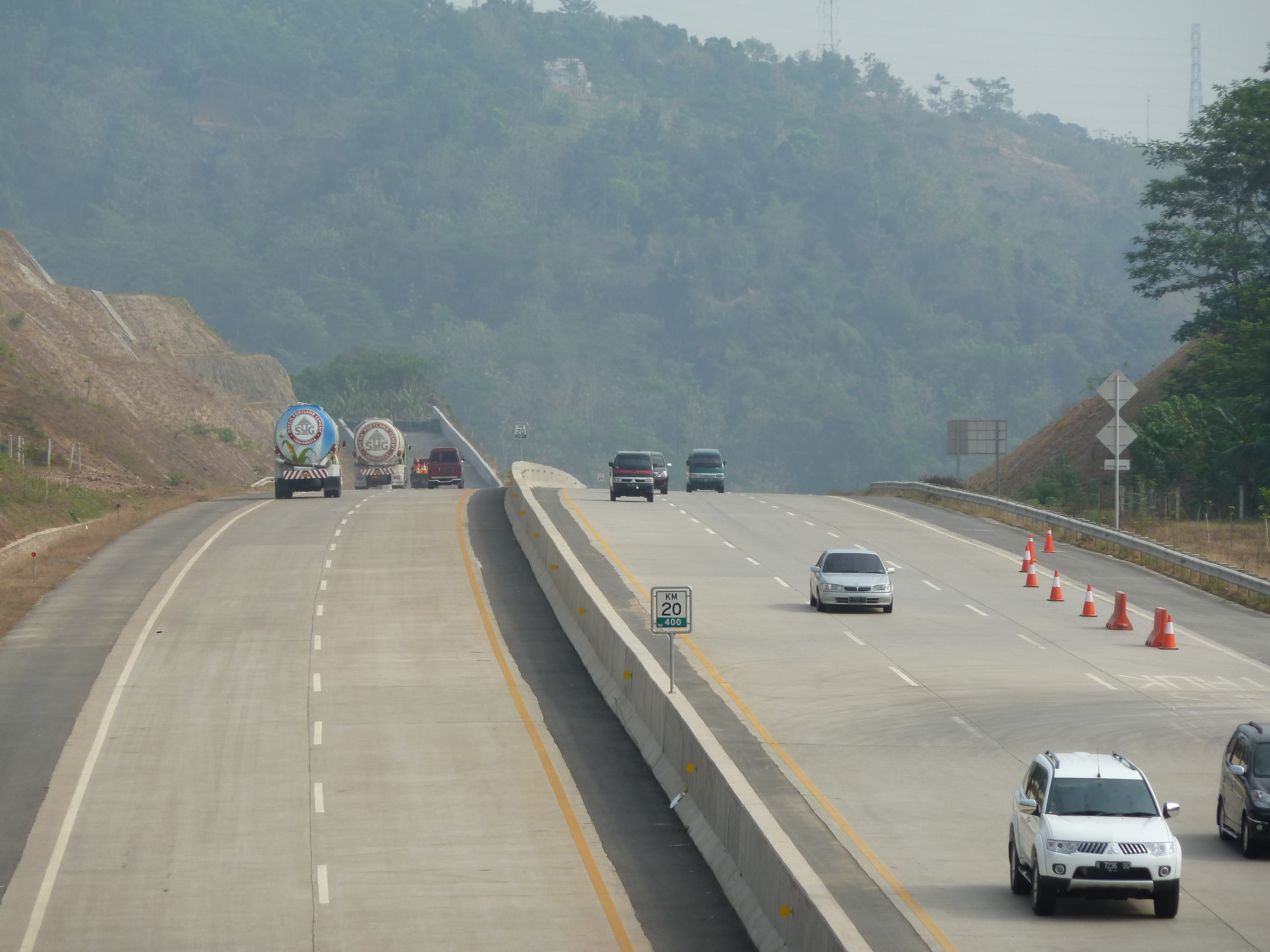
Tolweg Semaranng-Solo (deel van de Trans-Java Toll Road)

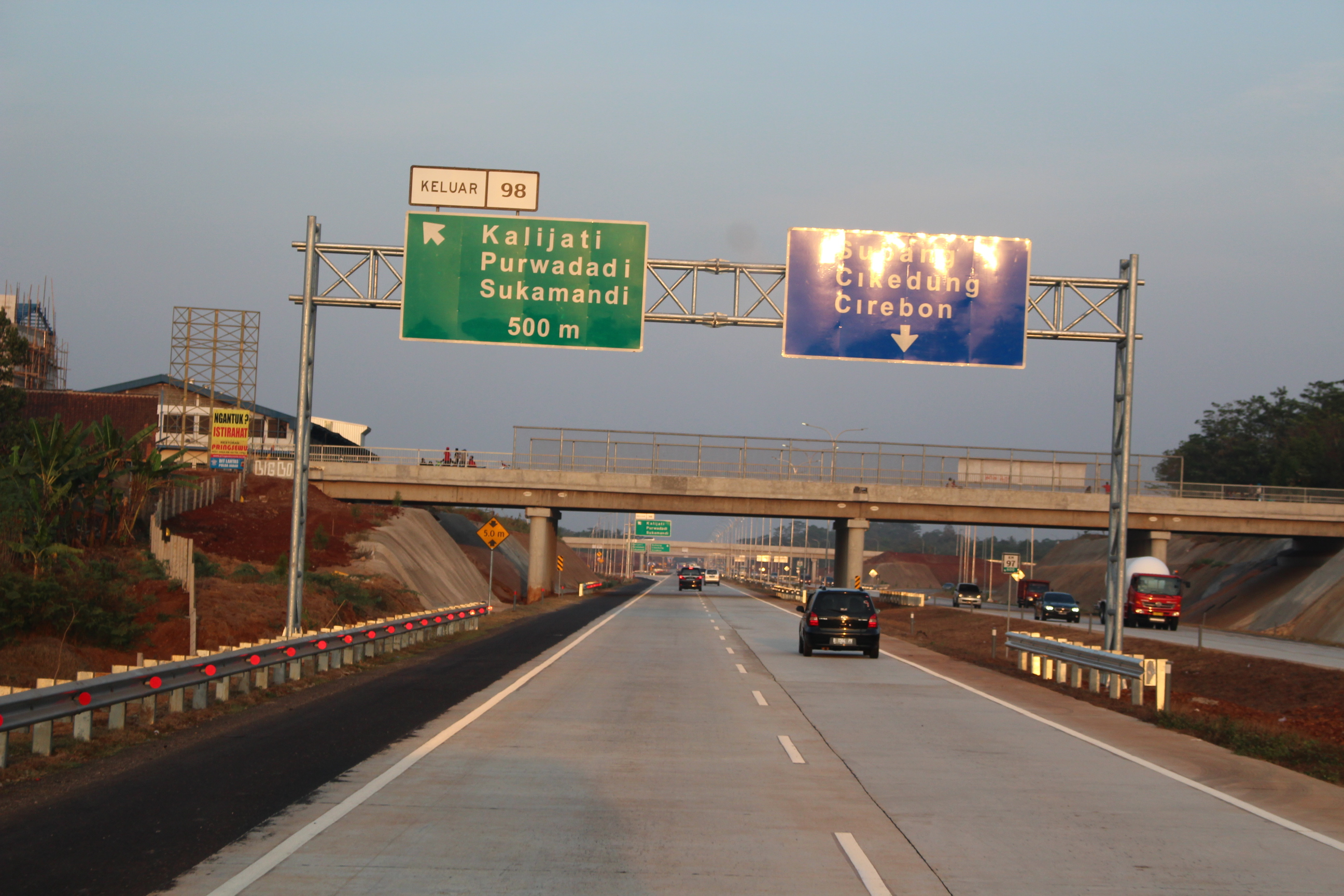
Tolweg Cikopo-Palimanan (deel van de Trans-Java Toll Road)

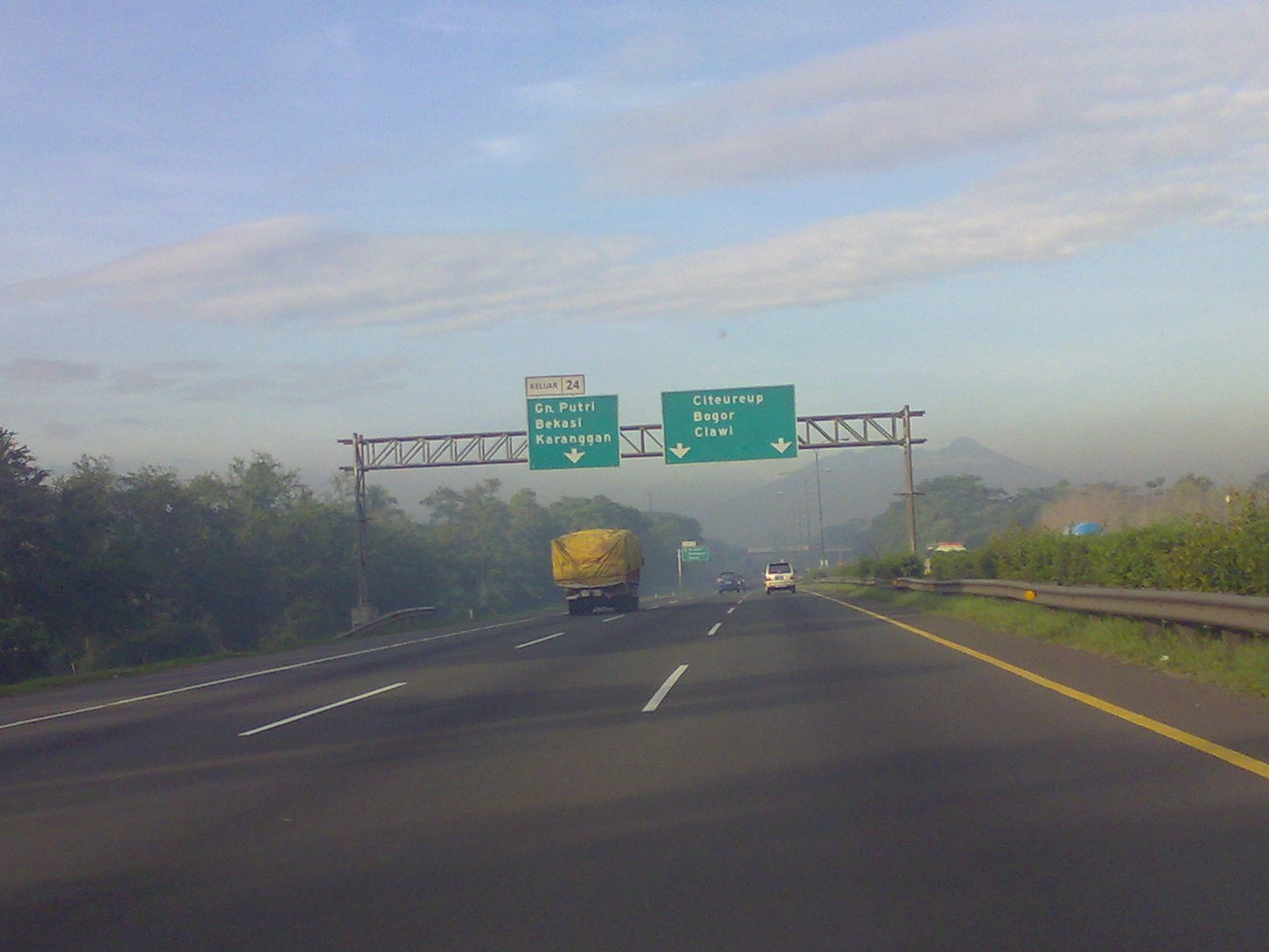
Tolweg Jagurawi (deel van de Trans-Java Toll Road)

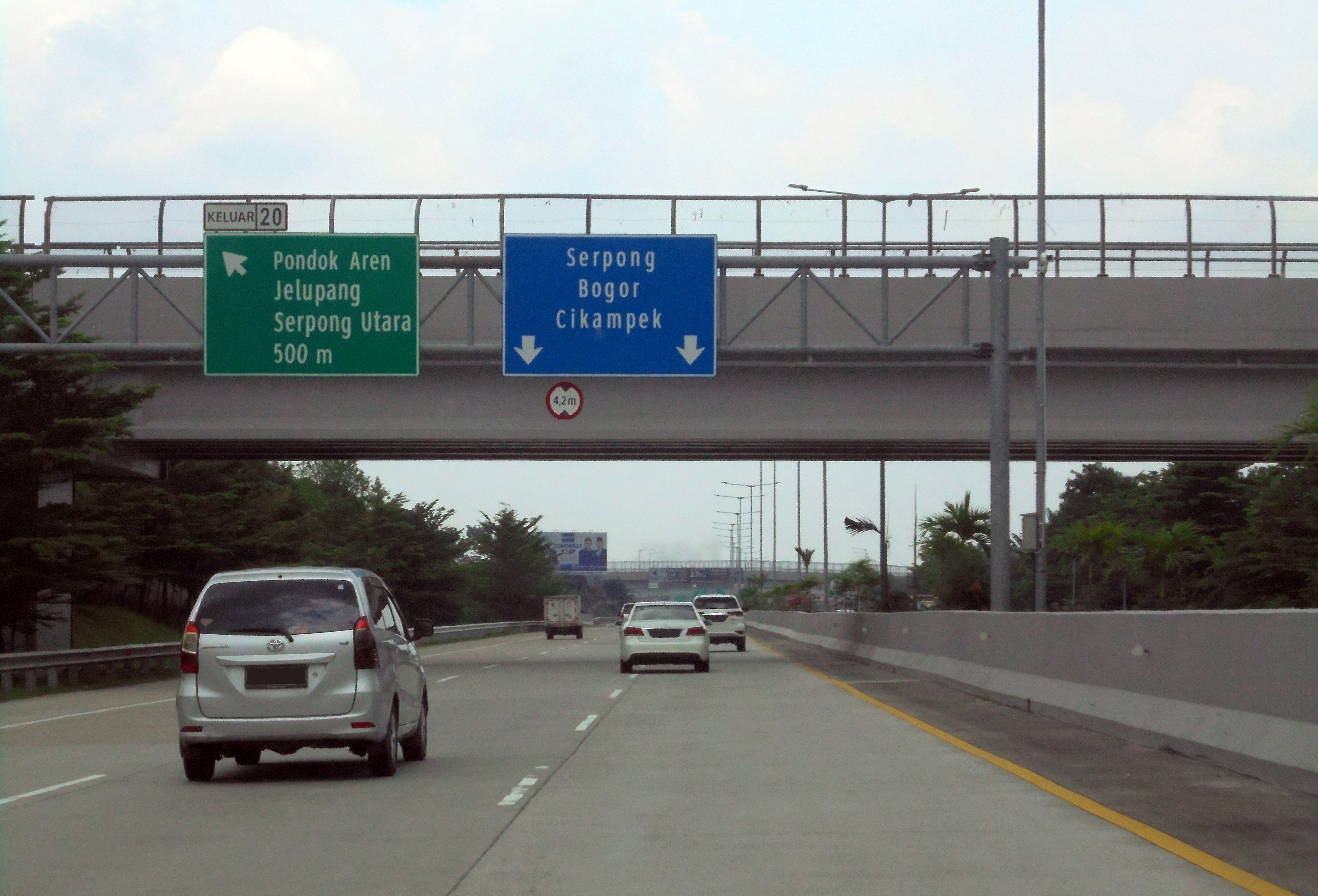
Tolweg Kunciran-Serpong

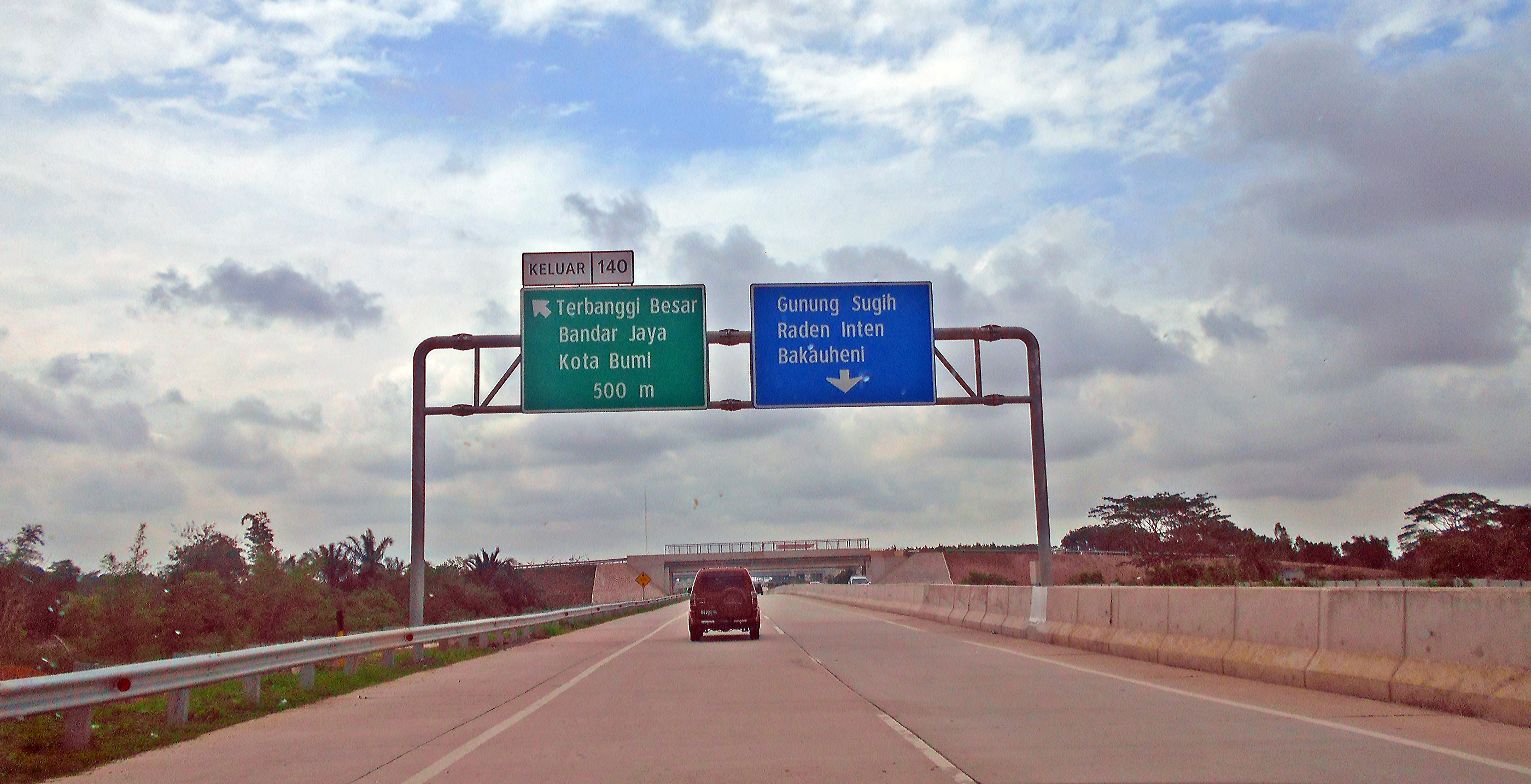
Trans-Sumatra Toll Road)

Tolwegen in Indonesië (Bahasa Indonesia: Jalan Tol) zijn vrijwel allemaal snelwegen, en anderzijds zijn snelwegen in Indonesië vrijwel automatisch met tol. Veel tolwegen zijn op Java, ook al hebben Medan op Sumatra, Denpasar op Bali en Makassar op Sulawesi ook tolwegen.
Tolwegen die meerdere provincies doorkruisen staan vermeld bij de provincie waar het eerste deel van de naam (en dus de tolweg) begint.
| Eiland   | Provincie     | Naam van tolweg                                                                  | Exploitant                                                        | Jaar/datum van oplevering                        |
| -------- | ------------- | -------------------------------------------------------------------------------- | ----------------------------------------------------------------- | ------------------------------------------------ |
| Sumatra  | Noord-Sumatra | Tolweg Belawan-Medan-Tanjung Morawa                                              | Jasa Marga                                                        | 15 december 1986                                 |
| Java     | Banten        |                                                                                  |                                                                   |                                                  |
| Java     | Banten        | Tolweg Tangerang-Merak                                                           | Marga Mandala Sakti                                               | 1981-1984                                        |
| Java     | Banten        | Tolweg Prof. Dr. Sedyatmo (Tolweg naar Internationale luchthaven Soekarno-Hatta) | Jasa Marga                                                        | 1 april 1985                                     |
| Java     | Jakarta       | Binnenste ringweg van Jakarta                                                    | Jasa Marga & Cipta Marga Nusaphala Persada                        | 1987                                             |
| Java     | Jakarta       | Buitenste ringweg van Jakarta                                                    | Jasa Marga, Jalan Tol Lingkar Luar Jakarta, & Jalan Lingkar Barat | 1990 - 2014                                      |
| Java     | Jakarta       | Tolweg Jakarta-Cikampek                                                          | Jasa Marga                                                        | 1988                                             |
| Java     | Jakarta       | Tolweg Jakarta-Bogor-Ciawi                                                       | Jasa Marga                                                        | 9 maart 1978 oudste Indonesische tolweg          |
| Java     | Jakarta       | Tolweg Jakarta-Serpong                                                           | Jasa Marga                                                        | 2005                                             |
| Java     | Jakarta       | Tolweg Jakarta-Tangerang                                                         | Jasa Marga                                                        | 1981-1984                                        |
| Java     | West-Java     | Tolweg Cikampek-Purwakarta-Padalarang                                            | Jasa Marga                                                        | 2005                                             |
| Java     | West-Java     | Tolweg Cikampek-Palimanan                                                        | PT Lintas Marga Sedaya                                            | 13 juni 2015                                     |
| Java     | West-Java     | Tolweg Cinere-Jagorawi                                                           | PT Translingkar Kita Jaya                                         | 27 januari 2012                                  |
| Java     | West-Java     | Tolweg Padalarang-Cileunyi                                                       | Jasa Marga                                                        | 2001                                             |
| Java     | West-Java     | Ring Bogor                                                                       | Jasa Marga                                                        | 23 november 2009                                 |
| Java     | West-Java     | Tolweg Palimanan-Kanci                                                           | Jasa Marga                                                        | 24 januari 1998                                  |
| Java     | West-Java     | Tolweg Kanci-Pejagan                                                             | MNC                                                               | februari 2010                                    |
| Java     | Midden-Java   | Tolweg Semarang                                                                  | Jasa Marga                                                        | 1987-1998                                        |
| Java     | Midden-Java   | Tolweg Semarang-Bawen                                                            | Jasa Marga                                                        | 12 november 2011-2013                            |
| Java     | Oost-Java     | Tolweg Gempol-Pandaan                                                            | Jasa Marga                                                        | 12 juni 2015                                     |
| Java     | Oost-Java     | Tolweg Surabaya-Gresik                                                           | Jasa Marga                                                        | 1994                                             |
| Java     | Oost-Java     | Tolweg Surabaya-Gempol                                                           | Jasa Marga                                                        | 1993                                             |
| Java     | Oost-Java     | Tolweg Surabaya/Waru-Internationale luchthaven Juanda                            | Jasa Marga                                                        | 2007                                             |
| Java     | Oost-Java     | Tolweg over de Suramadubrug                                                      | Jasa Marga                                                        | 10 juni 2009                                     |
| Bali     | Bali          | Tolweg Denpasar-Nusa Dua                                                         | Jasa Marga                                                        | 2013                                             |
| Sulawesi | Zuid-Sulawesi | Tolweg van Makassar                                                              |                                                                   | 1998 (deel 1) 26 september 2008 (naar vliegveld) |

## Voormalige tolwegen
| Eiland | Provincie | Naam van tolweg      | Jaar/datum van oplevering | Jaar/datum van sluiting                           |
| ------ | --------- | -------------------- | ------------------------- | ------------------------------------------------- |
| Java   | Oost-Java | tolweg Porong-Gempol | 1993                      | juni 2006, gesloten vanwege Modderstroom Sidoarjo |